# Бакия, Мустафа
Мустафа Бакия (алб. Mustafa Bakija, серб. Мустафа Бакија; 1920, Джяковица — 12 мая 1944, Призрен) — югославский партизан, участник Народно-освободительной войны Югославии, Народный герой Югославии.

## Биография
Родился в 1920 году в Джаковице. Албанец по происхождению. До войны работал портным. На фронте Народно-освободительной войны с 1941 года. Член Союза коммунистической молодёжи Югославии с 1942 года. Член Коммунистической партии Югославии с 1943 года.
В начале 1943 года был арестован и отправлен в концлагерь Порто-Романо в Албании. После капитуляции Италии в сентябре 1943 года вернулся в Косово, где продолжил партизанскую деятельность. 12 мая 1944 при попытке задержания полицейскими агентами в Призрене оказал вооруженное сопротивление и был убит в завязавшейся перестрелке.
14 декабря 1949 указом Президиума Народной Скупщины Федеративной Народной Республики Югославии посмертно награждён орденом и званием Народного героя Югославии.